# Albert Herr
Albert Julius Theodor Herr (* 15. Januar 1840 in Penkun; † 1912) war ein deutscher Verwaltungsjurist und Parlamentarier.

## Leben
Albert Herr studierte Rechtswissenschaften an der Rheinischen Friedrich-Wilhelms-Universität Bonn. 1860 wurde er Mitglied des Corps Palatia Bonn. Nach dem Studium trat er in den preußischen Staatsdienst ein. Er wurde Regierungsrat bei der Regierung in Stettin und später Oberregierungsrat. Ab 1876 war er außerdem stellvertretendes Mitglied des Bezirksverwaltungsgerichts Stettin. Zuletzt lebte er als Oberregierungsrat a. D. in Berlin.
Herr saß 1879–1884 als Abgeordneter des Wahlkreises Stettin 2 (Randow, Greifenhagen) im Preußischen Abgeordnetenhaus. Er gehörte der Fraktion der Konservativen Partei an.